# Янагава, Хэйсукэ
Хэйсукэ Янагава (яп. 柳川 平助 Янагава Хэйсукэ, 2 октября 1879 — 22 января 1945) — генерал Японской императорской армии, министр юстиции Японской империи.
Хэйсукэ Янагава родился в префектуре Нагасаки, но вырос у приёмных родителей в префектуре Оита. В 1900 году закончил Рикугун сикан гакко, участвовал в русско-японской войне, после войны учился в Рикугун дайгакко, откуда выпустился в 1912 году. Пробыв некоторое время инструктором в Армейской кавалерийской школе, он стал военным атташе в Китае, и в 1918 году стал инструктором в Пекинском военном училище. В составе японской делегации Янагава принимал участие в Версальской мирной конференции, в 1920—1923 годах входил в состав японской делегации в Лиге Наций. Примерно в это время он оказался вовлечён во внутриармейскую политическую борьбу и примкнул к фракции «Кодоха».
С 1923 года Янагава постепенно продвигался по служебной лестнице: в 1923 году он командовал 20-м кавалерийским полком, в 1927 — 1-й кавалерийской бригадой, в 1929 — Кавалерийской школой, в 1930 году стал генерал-инспектором кавалерии. В декабре 1931 года получил звание генерал-лейтенанта.
В 1932—1934 годах Янагава был заместителем министра армии, в 1934—1935 годах занимал престижную должность командующего 1-й дивизией, в 1935—1936 командовал Тайваньской армией, 26 сентября 1936 года вышел в отставку.
После начала японо-китайской войны Янагава был вновь призван на службу, и в 1937—1938 годах командовал находившейся в Китае 10-й армией. 5 ноября 1937 года эта армия высадилась в Ханчжоу и повела преследование китайских войск, отступавших из-под Шанхая. Затем Янагава командовал одной из основных японских колонн во время Нанкинского сражения, и позднее его войска приняли участие в Нанкинской резне.
В 1938 году Янагава вновь ушёл с военной службы и стал главой Общего отдела Комитета по развитию Восточной Азии. При покровительстве барона Киитиро Хиранумы он отобрал у Акиры Кадзами пост министра юстиции.
Янагава поддерживал идею введения синтоизма в качестве государственной религии Японской империи. Также он возглавлял Ассоциацию помощи трону.